# BDC-Marcpol Team/Saison 2012
Dieser Artikel listet Erfolge und Fahrer des Radsportteams BDC-Marcpol in der Saison 2012 auf.

## Erfolge in der UCI Europe Tour
In der Saison 2012 gelangen dem Team nachstehende Erfolge in der UCI Europe Tour.
| Datum         | Rennen                           | Kat. | Fahrer             |
| ------------- | -------------------------------- | ---- | ------------------ |
| 25. Juli      | 1. Etappe Dookoła Mazowsza       | 2.2  | Adam Wadecki       |
| 27. Juli      | 3. Etappe Dookoła Mazowsza       | 2.2  | Jarosław Kowalczyk |
| 18. August    | Puchar Ministra Obrony Narodowej | 1.2  | Damian Walczak     |
| 11. September | 3. Etappe Tour of Bulgaria       | 2.2  | Damian Walczak     |

## Platzierungen in UCI-Ranglisten
| UCI Continental Circuit | Platz |
| ----------------------- | ----- |
| UCI Europe Tour 2012    | 55    |

## Mannschaft
| Name                | Geburtstag        | Nationalität | Team 2011                           |
| ------------------- | ----------------- | ------------ | ----------------------------------- |
| Adrian Banaszek     | 21. Oktober 1993  | Polen        | Neoprofi (BDC Team)                 |
| Dariusz Baranowski  | 22. Juni 1972     | Polen        | BDC Team                            |
| Konrad Dąbkowski    | 16. Februar 1989  | Polen        | Neoprofi                            |
| Kacper Gronkiewicz  | 29. Juni 1993     | Polen        | Neoprofi                            |
| Piotr Kirpsza       | 27. Mai 1989      | Polen        | Aktio Group Mostostal Puławy (2010) |
| Mateusz Komar       | 18. Juli 1985     | Polen        | BDC Team                            |
| Konrad Kott         | 18. November 1993 | Polen        | Neoprofi                            |
| Jarosław Kowalczyk  | 23. April 1989    | Polen        | Wielkopolska Regionalna             |
| Eryk Latoń          | 22. August 1993   | Polen        | Neoprofi                            |
| Robert Radosz       | 8. Juli 1975      | Polen        | BDC Team                            |
| Dariusz Rudnicki    | 28. Juni 1981     | Polen        | BDC Team                            |
| Marcin Sapa         | 10. Februar 1976  | Polen        | BDC Team                            |
| Adam Wadecki        | 23. Dezember 1977 | Polen        | Aktio Group Mostostal Puławy        |
| Damian Walczak      | 29. Juli 1984     | Polen        | BDC Team                            |
| Łukasz Ziemka       | 22. Februar 1989  | Polen        | Neoprofi (BDC Team)                 |
| Wojciech Ziółkowski | 17. Oktober 1984  | Polen        | Neoprofi (BDC Team)                 |